# 曙鳳蝶
曙鳳蝶（學名：Atrophaneura horishana），又名無尾紅紋鳳蝶、桃紅鳳蝶，為台灣本島特有的高山鳳蝶物種，分布於中南部中海拔山區，通常在中央山脈海拔1,500至2,000公尺處最為常見。本種由日本昆蟲學家松村松年於1910年命名，學名的種小名horishana源自於台灣原住民聚落地名埔里社（今南投埔里）。

## 形態
大型蝴蝶，翼展約10公分左右，雄雌均無尾突。雄蝶翅膀背面呈黑色。雌蝶顏色較淡，後翅腹面外緣部份呈桃紅色，第2至第5室各有兩列黑斑，為其主要特徵。

## 生態
一年一代。幼蟲食草為台灣馬兜鈴(Aristolochia shimadai) 和琉球馬兜鈴（A. liukiuensis）。
同屬其他蝶類（Atrophaneura）均分布於熱帶地區，一年多代。不像一般鳳蝶類以蛹的形態休眠越冬，曙鳳蝶的卵與幼蟲演化出特殊的抗寒機制，來渡過低於攝氏零度的環境。

## 保育狀況
一度因棲息地破壞和非法捕捉而造成數量驟減。近年由於復育成功而較常見中、高海拔山區。現列為台灣保育類野生動物第III類之珍貴稀有野生動物。

## 圖片

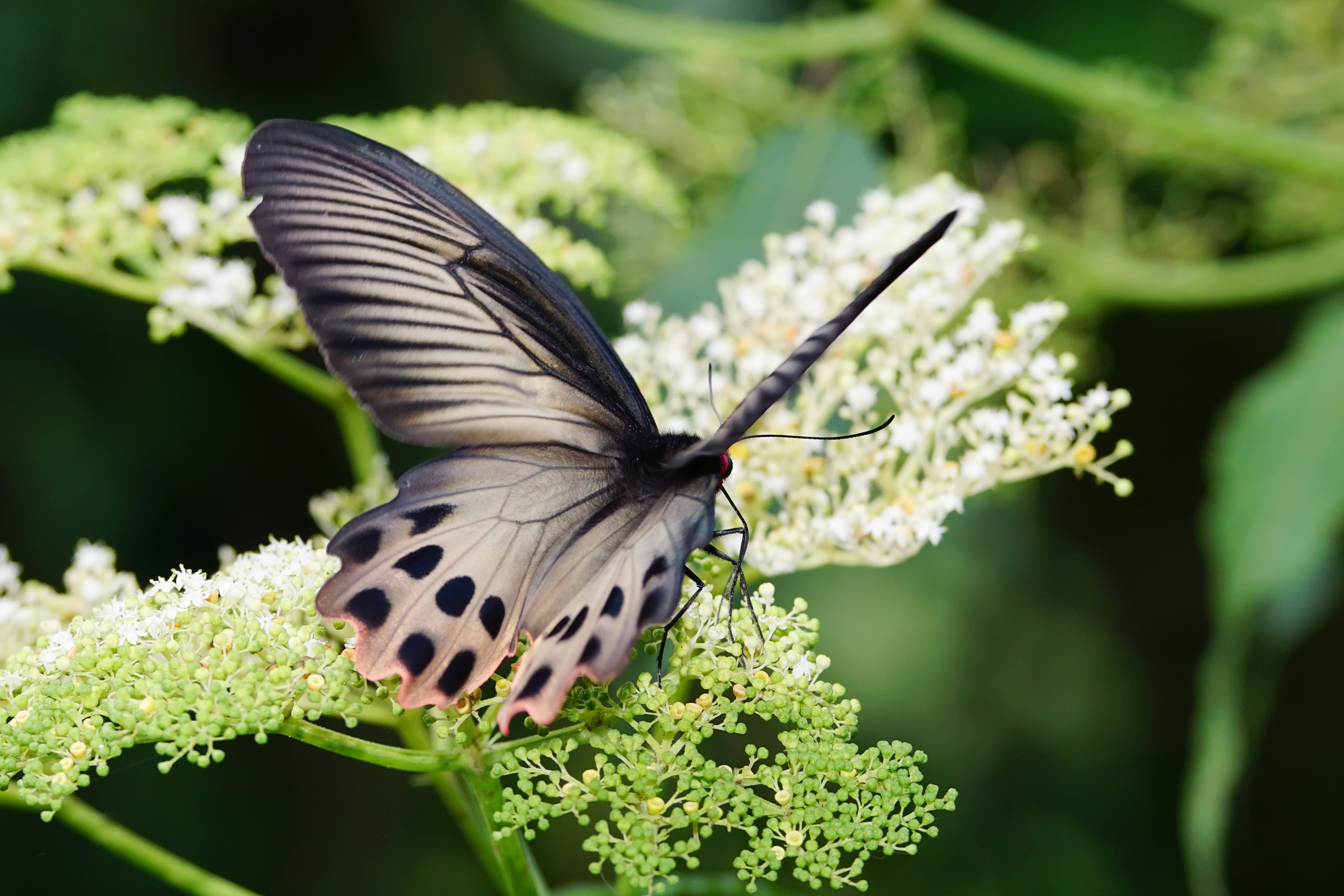
雌蝶背部
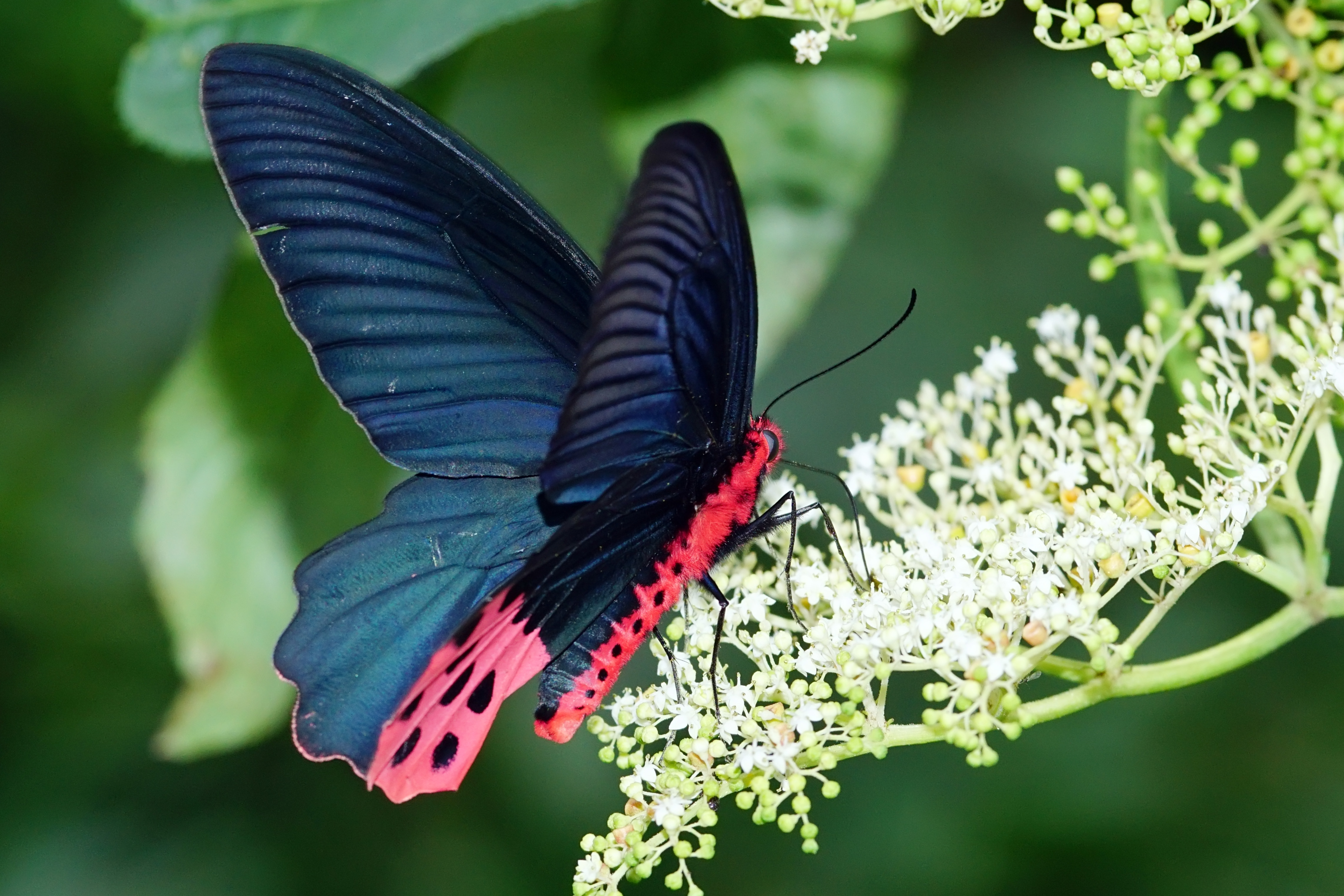
雄蝶背部
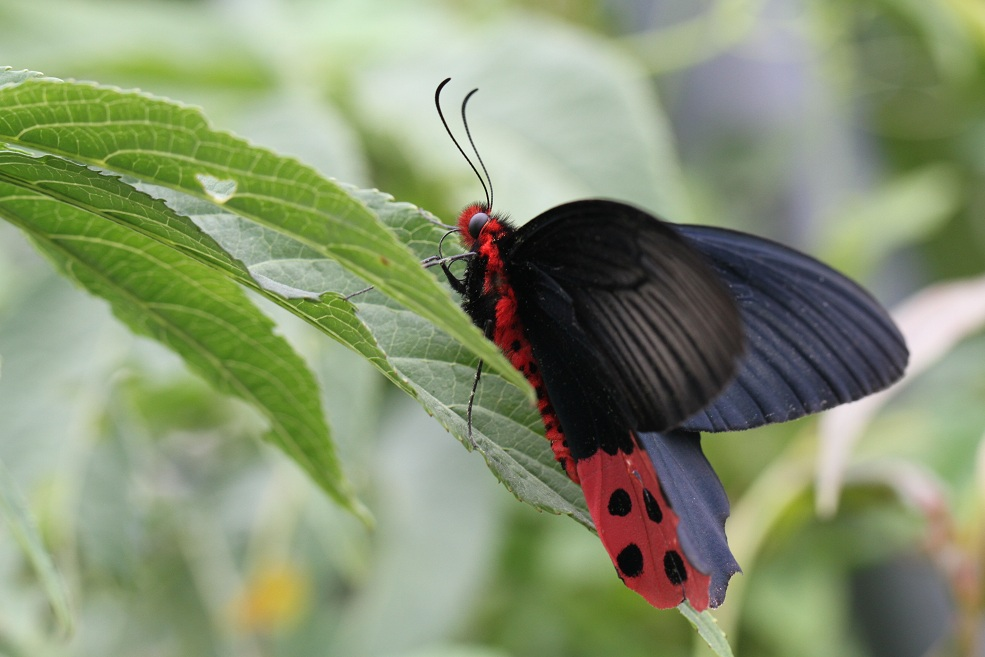
停棲的雄蝶
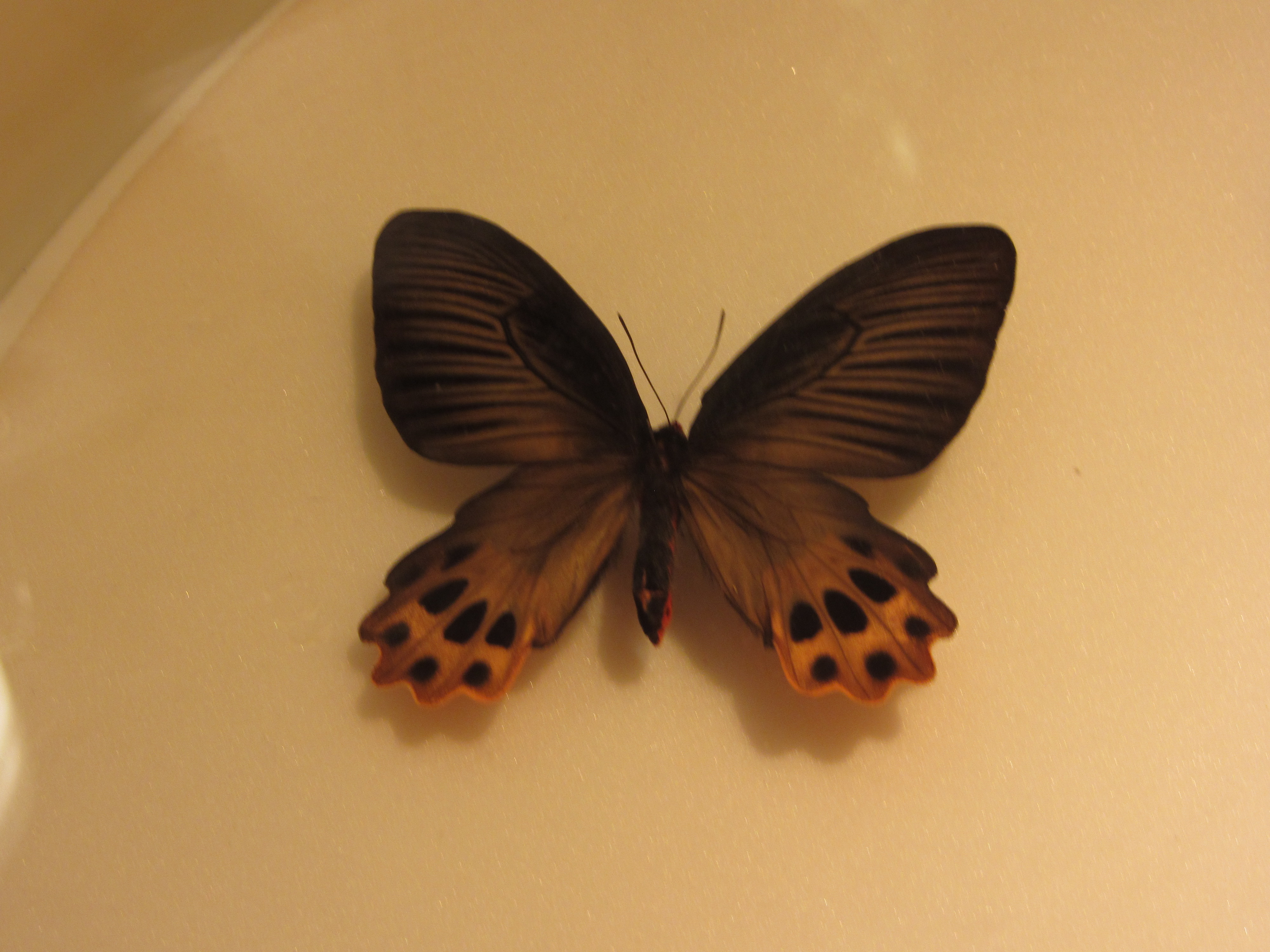
雌蝶標本
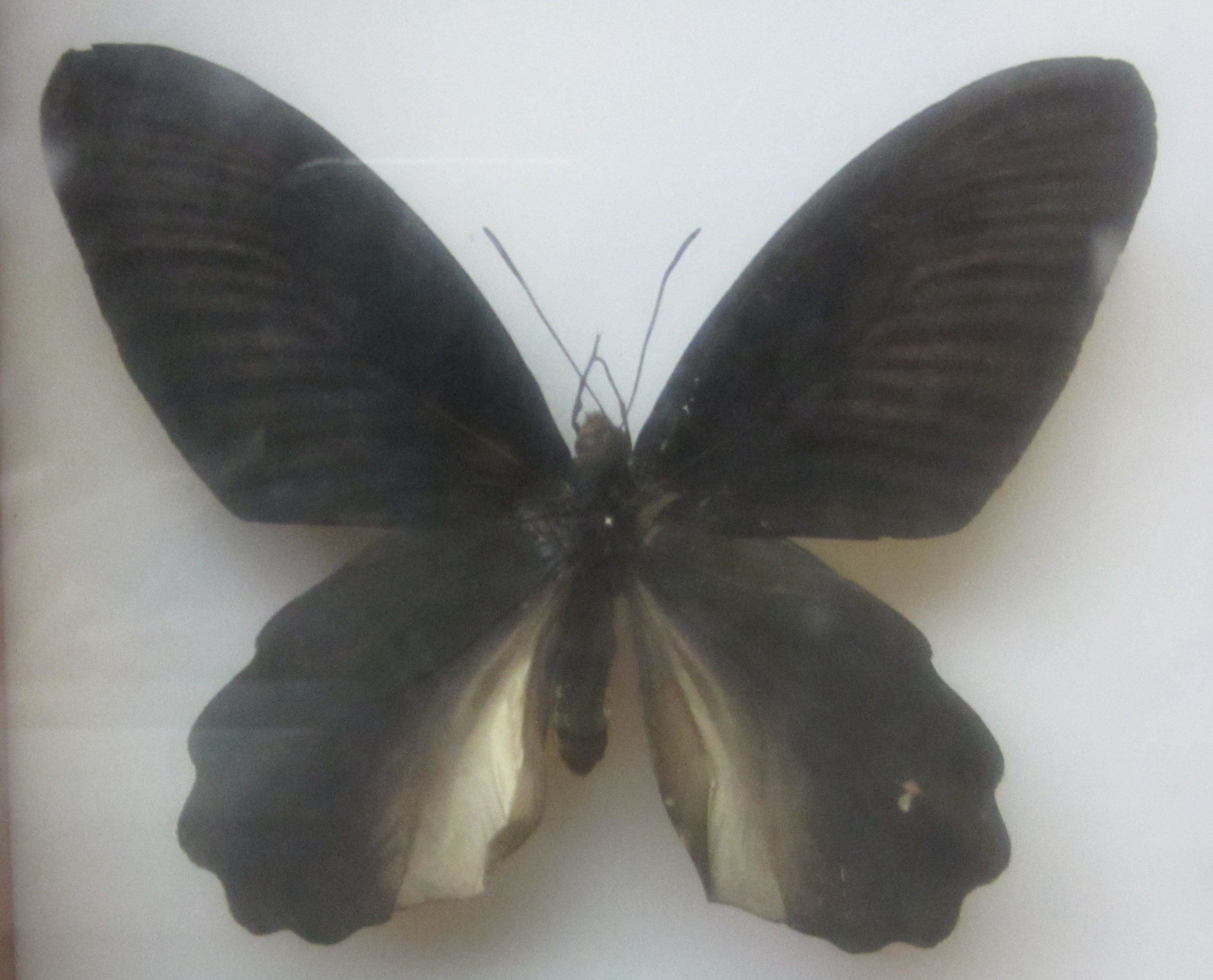
雄蝶標本